# باد كوبر (لاعب كرة قدم أمريكية)
باد كوبر (بالإنجليزية: Bud Cooper)‏ هو لاعب كرة قدم أمريكية أمريكي، ولد في 14 أبريل 1913 في بوفالو في الولايات المتحدة، وتوفي في 11 أغسطس 1998 في دالاس في الولايات المتحدة.

## وصلات خارجية
- باد كوبر على موقع مرجع كرة القدم المحترفة.كوم (الإنجليزية)